# Nils Brunsson (företagsekonom)
Nils Gustaf Magnus Brunsson, född den 26 december 1946 i Umeå, är en svensk organisationsforskare. Han är son till Jan Brunsson.
Brunsson avlade 1969 ekonomexamen vid Handelshögskolan i Göteborg och blev 1976 ekonomie doktor vid Göteborgs universitet. 1979 blev han docent vid Göteborgs universitet, 1979-1980 var han verksam vid Uppsala universitet och sedan 1980 vid Handelshögskolan i Stockholm. Mellan 1986 och 2010 innehade han Stockholms stads professur i företagsekonomi  med särskild inriktning mot förvaltningsekonomi vid Handelshögskolan i Stockholm. Sedan 2010 är han åter på Uppsala universitet som innehavare av en professur i företagsekonomi.
Brunsson har skrivit många böcker och artiklar om organisationsteori. Han är ledamot av Ingenjörsvetenskapsakademien sedan 1990. Han är en av grundarna av Stockholms centrum för forskning om offentlig sektor, SCORE